# Enrico Ranzanici
Enrico Ranzanici, conosciuto ai più come  Nico (Brescia, 23 ottobre 1924 – Brescia, 24 novembre 2007), è stato un imprenditore e dirigente sportivo italiano.
Commerciante per tradizione familiare e titolare di alcuni negozi di abbigliamento nel centro di Brescia è stato anche un uomo di sport, dapprima come presidente e fondatore della Boxe Ranzanici, dal 1961 al 1964, poi come presidente del Brescia Calcio, eletto dall'assemblea dei soci il 7 giugno 1961, dopo che il sindaco Bruno Boni aveva costituito un «Comitato di salute pubblica» per rilanciare la squadra dopo le dimissioni di Piercarlo Beretta e la retrocessione in Serie C evitata d'un soffio.
Tre anni più tardi Nico Ranzanici passò il testimone a Giacomo Ghidini alla vigilia del ritorno in Serie A, dopo ben 18 anni di purgatorio in Serie B. Era il Brescia di Renato Gei.
È stato dal 1964 al 1968 presidente della Federazione provinciale della caccia.
In seguito per due mandati, dal 1968 al 1972 e dal 1979 al 1986 è stato presidente dell'Automobile Club d'Italia (ACI) bresciano e della sezione provinciale della Croce Rossa.
Nel 1985 era stato insignito del «Premio della Brescianità» come «bresciano di dinamico altruismo e di sportiva generosità».